# 劇団青年座
劇団青年座（げきだんせいねんざ）は、日本を代表する劇団の一つ。所在地は東京都渋谷区富ヶ谷。
青年座映画放送株式会社は、劇団青年座の正規劇団員の他、外部からの移籍者も所属するプロダクション部門。

## 概要
1954年、当時の「劇団俳優座」準劇団員たちで立ち上げ、同年12月17日に俳優座劇場で旗揚げ公演『第三の証言』（作・椎名麟三）を行った。創立メンバーは、土方弘、氏家慎子、天野創治郎、山岡久乃、中台祥浩、東恵美子、森塚敏、関弘子、成瀬昌彦、初井言榮の10名。
創立当時、翻訳劇全盛だった演劇界において、書き下ろしの創作劇上演を主体に活動を続け、「創作劇の青年座」を劇団活動の柱として確立させるとともに、その姿勢は次代に引き継がれている。創立後しばらくは苦しい状態が続いたが、幅広い演目で人気を獲得し、メジャー劇団へと成長した。現在も高畑淳子、山路和弘他多くの座員が在籍。西田敏行は33年にわたり劇団の中心俳優として活躍し2003年末に退団、竹中直人も一時正式な座員として所属していた。津嘉山正種も長らく在籍していたが現在は退団し、座友となっている。
付属する機関として、劇団青年座研究所があり、新たな演劇人の養成を行っている。
前述した、青年座映画放送株式会社は、社内部門だった映画放送部を分社化された別会社だが、同敷地内に所在する。
劇団創立当初の付属養成所の建物は、現在、ピアニストのフジ子・ヘミングの自宅になっている。

## 主な所属俳優

### 男性
- 小豆畑雅一
- 五十嵐明
- 井上智之
- 石田弘志
- 石母田史朗
- 岩崎ひろし
- 植村喜八郎
- 歌澤寅右衛門
- 加藤満
- 加門良
- 小林正寛
- 桜木信介
- 佐藤祐四
- 嶋崎伸夫
- 宇宙
- 綱島郷太郎
- 手塚秀彰
- 永幡洋
- 平尾仁
- 福田信昭
- 益富信孝
- 山賀教弘
- 山口晃
- 山﨑秀樹
- 山野史人
- 山本龍二
- 横堀悦夫
- 若林久弥

### 女性
- 麻生侑里
- 安藤瞳
- 井口恭子
- 泉晶子
- 井上夏葉
- 岩倉高子
- 上杉二美
- 遠藤好
- 尾身美詞
- 片岡富枝
- 魏涼子
- 清瀬ひかり
- 阪上和子
- 佐野美幸
- 曽川留三子
- 高橋ひろ子
- 高畑淳子
- 橘あんり
- 田上唯
- 津田真澄
- 野沢由香里
- 野々村のん
- ひがし由貴
- 久松夕子
- 日高奈留美
- 藤井佳代子
- 藤夏子
- 渕野陽子
- 北條文栄
- 増子倭文江
- 松熊つる松
- 松平春香
- 松乃薫
- 万善香織
- 三輝みきこ
- 宮寺智子
- 森脇由紀
- 吉本選江

### その他
- 津嘉山正種（座友）

### 映画放送部所属男性
- 天田益男
- 井川哲也
- 石丸謙二郎
- 和泉宗兵
- 及川いぞう
- 加藤健一
- 窪塚俊介
- 越村友一
- 坂口進也
- 篠塚勝
- 俊藤光利
- 筒井巧
- 永嶋柊吾
- 樋浦勉
- 藤山扇治郎
- 前田一世
- 牧村泉三郎
- 三波豊和
- 目黒祐樹
- 横井翔二郎
- 渡辺いっけい

### 映画放送部所属女性
- 池崎美盤
- 宇山玲加
- 大島蓉子
- 加茂美穂子
- 中村綾
- 長谷川稀世
- 藤吉久美子
- 水島かおり
- 三谷侑未
- 南谷朝子
- 宮下ともみ
- 山口協佳

## かつて所属した俳優

### 男性
- 相原嵩明
- 青羽剛（現所属：劇団四季）
- 足立龍弥（現所属：プロダクション・タンク）
- 天野創治郎（在籍中に死去）
- 出光秀一郎
- 猪野学（現所属：オフィスコバック）
- 江角英明（九プロダクションに移籍後死去）
- 江原正士（現所属：青二プロダクション）
- 大木正司（在籍中に死去）
- 大塚国夫（在籍中に死去）
- 大家仁志（在籍中に死去）
- 緒形直人（現所属：オフィスコバック）
- 小川ゲン
- 蟹江一平（フリー）
- 金沢寿一（現所属：ビートワン代表）
- 金城大和（現所属：ステイラック）
- 桐本拓哉（現所属：青二プロダクション）
- 久保幸一
- 黒田志保（現所属：劇団銅鑼、プロダクション・タンク（業務提携））
- 小池榮（在籍中に死去）
- 越川大介（現所属：D.K.HOLLYWOOD）
- 児玉謙次（在籍中に死去）
- 咲野俊介（現所属：大沢事務所）
- 佐々木勝彦（現所属：バイ・ザ・ウェイ）
- 佐藤旭（現所属：希楽星）
- 鈴木浩介（現所属：シス・カンパニー）
- 須田祐介（現所属：アプトプロ）
- 竹中直人（現所属：フロム・ファーストプロダクション）
- 立原淳平（在籍中に死去）
- 田中耕二（在籍中に死去）
- 田中秀幸（現所属：青二プロダクション）
- 田村保
- 檀臣幸（在籍中に死去）
- 角田英介
- 円谷文彦（在籍中に死去）
- 長克巳（現所属：地球儀）
- 中田浩二（現所属：劇団櫂主宰）
- 中台祥浩（在籍中に死去）
- 中野浩司（引退）
- 中村大輔
- 名取幸政（在籍中に死去）
- 成瀬昌彦（退団後に死去）
- 西島大（在籍中に死去）
- 西田敏行（オフィスコバックに移籍後死去）
- 土師孝也（現所属：アプトプロ）
- 林家こぶ平（現：林家正蔵）
- 土方弘（退団後に死去）
- 福田賢二（現所属：大沢事務所）
- 福田雅伸（現所属：プロダクション・タンク）
- 藤岡重慶（フリー転向後に死去）
- 古澤蓮（現所属：ウイーズカンパニー）
- 堀部隆一（在籍中に死去）
- 光岡湧太郎（現所属：ヘリンボーン[1]）
- 村上幹夫（退団後死去）
- 村田則男（在籍中に死去）
- 森塚敏（在籍中に死去）
- 矢崎文也
- 家中宏（現所属：アプトプロ）
- 山内健嗣（現所属：プロダクション・タンク）
- 山路和弘（フリー）
- 湯浅実（座友）（在籍中に死去）
- 吉村よう（在籍中に死去）
- 若林秀俊（現所属：プロダクション・タンク）
- 和田一壮（引退）
- 渡辺寛二

### 女性
- 朝井彩加（現所属：インテンション）
- 東恵美子（在籍中に死去）
- 渥実れい子
- 石塚久美子
- 岩崎良美
- 今井和子（在籍中に死去）
- 氏家慎子
- 海老名美どり
- 大島蓉子
- 大橋芳枝（現所属：プロダクション・タンク）
- 長内美那子
- 小野早稀（現所属：オフィスアネモネ）
- 小山田詩乃
- 桂木文
- かとうかず子（現所属：スタッフ・ポイント）
- 北川真由美
- 小林さやか（現所属：大沢事務所・エンパシィ）
- 小柳洋子
- 崎田美也
- 沢井桃子
- 島本須美（フリー）
- 上楽敦子（現所属：アイティ企画）
- 杉田かおる
- 関弘子（退団後に死去）
- 那須佐代子（現所属：COME TRUE）
- 蓮川久美
- 初井言榮（在籍中に死去）
- 速川明子
- 深沢エミ（現所属：プロダクション・タンク）
- 松永香織
- 水谷優子（青二プロダクションに移籍後死去）
- 南野陽子
- もたい陽子（現所属：ウイーズカンパニー）
- 山岡久乃（退団後に死去）
- 山本与志恵
- 渡辺典子（業務提携：辺見プロモーション、NEST）

## 法人概要
有限会社劇団青年座
- 代表取締役：森正敏
- 取締役：高畑淳子･山本龍二･宮田慶子・紫雲幸一・尾花真・水谷内助義
- 監査役：新庄和彦

青年座映画放送株式会社（1980年、「映画放送部」より発展して分離独立）
- 代表取締役：石井美保子
- 取締役：宮城陽子・西井幸二・後藤智恵子
- 監査役：新庄和彦
- 事業内容：劇団青年座、青年座映画放送所属俳優のマネジメント
- 日本芸能マネージメント事業者協会会員